# Arianna Fidanza
Arianna Fidanza   (Bèrgam, 6 de gener de 1995) és una ciclista italiana, que combina tant la carretera com el ciclisme en pista. Professional des del 2014, actualment milita a l'equip Laboral Kutxa - Fundación Euskadi.
És filla del també ciclista i director esportiu Giovanni Fidanza i germana de la també ciclista Martina Fidanza.

## Palmarès en pista
- 2012
  -  Campiona d'Europa júnior en Puntuació
- 2013
  -  Campiona del món júnior en Puntuació
  -  Campiona d'Europa júnior en Persecució per equips (amb Francesca Pattaro, Michela Maltese i Maria Vittoria Sperotto)

## Palmarès en ruta
- 2013
  -  Campiona d'Itàlia júnior en ruta
- 2016
  - Vencedora d'una etapa al Tour de Zhoushan Island
- 2019
  - 1a al Tour de Taiyuan
  - 1a al Tour del Gavaudan Llenguadoc-Rosselló i vencedora de 2 etapes
- 2023
  - 1a al Women Cycling Pro Costa De Almería

### Resultats a les Grans Voltes

#### Giro d'Itàlia
- 2024: 82a posició
- 2025: 57a posició

#### Tour de França
- 2023: 98a posició

#### Volta a Espanya
- 2025: No surt a la 7a etapa